# 56 Pułk Śmigłowców Bojowych

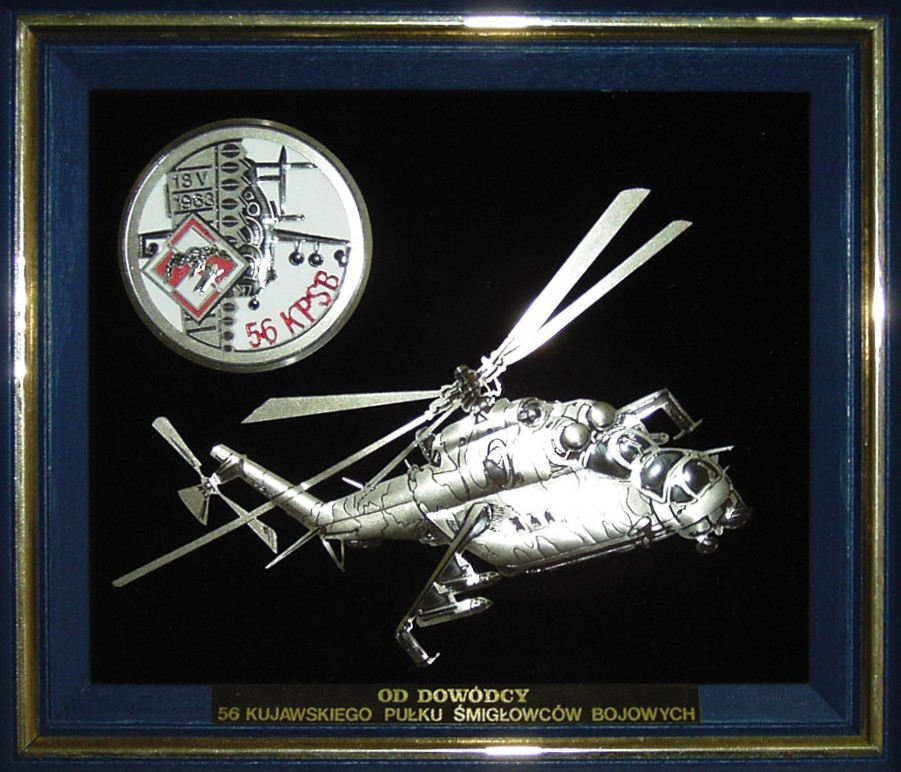
Ryngraf „Od dowódcy 56 Kpśb”

56 Kujawski Pułk Śmigłowców Bojowych (56 pśb) – oddział lotnictwa Wojsk Lądowych.

## Historia
56 Pułk Śmigłowców został sformowany na podstawie rozkazu Ministra Obrony Narodowej z 21 marca 1963. 22 kwietnia 1982 zarządzeniem szefa Sztabu Generalnego WP oddział przeformowany został na 56 Pułk Śmigłowców Bojowych.
Jednostka kilkakrotnie zmieniała swoje podporządkowanie. 18 lipca 1995 zarządzeniem szefa Sztabu Generalnego WP oraz zarządzeniem Nr 82 dowódcy Wojsk Lotniczych i Obrony Powietrznej 56 Pułk Śmigłowców Bojowych przekazany został w podporządkowanie Pomorskiego Okręgu Wojskowego. W grudniu 1998 Minister Obrony Narodowej podjął decyzję o włączeniu pułku w struktury Śląskiego Okręgu Wojskowego. Zgodnie z decyzją Ministra Obrony Narodowej z 11 września 2001 oraz rozkazem szefa Sztabu Generalnego WP z 17 września 2001 i rozkazem dowódcy Wojsk Lądowych z 19 września 2001 pułk wszedł w skład 2 Korpusu Zmechanizowanego. 22 maja 2009 Minister Obrony Narodowej Bogdan Klich w czasie wizytacji pułku z okazji 46. rocznicy utworzenia jednostki poinformował, że do 2011 powstanie Brygada Lotnictwa Wojsk Lądowych rozlokowana w bazach lotniczych w Inowrocławiu, Pruszczu Gdańskim oraz Mirosławcu.
Podstawowym uzbrojeniem pułku były śmigłowce: Mi-24 i Mi-2. Oddział realizuje zadania z zakresu wsparcia ogniowego Wojsk Lądowych, operacje logistyczne, desantowe i specjalne oraz pomoc w usuwaniu skutków klęsk żywiołowych.
Najstarszy żyjący pilot pułku, kpt. pil. Stanisław Hartenberger wykonał ponad 11 tysięcy lotów.
Z dniem 31 grudnia 2011 Pułk został rozformowany. 1 stycznia 2012 rozpoczęła funkcjonowanie 56 Baza Lotnicza podporządkowana dowódcy 1 Brygady Lotnictwa Wojsk Lądowych. We wrześniu 1996 jednostka otrzymała nowy sztandar ufundowany przez społeczeństwo Inowrocławia oraz nazwę wyróżniającą „Kujawski”.

## Odznaka pułkowa
Decyzją Nr 408/MON Ministra Obrony Narodowej z 1 września 2008 wprowadzono odznakę pamiątkową jednostki.
Odznakę o wymiarach 49×25 mm wykonano z metalu oksydowanego w kształcie pionowo ustawionego płata wirnika śmigłowca, do którego dołączono z boku pióropusz skrzydła husarskiego. Na odznakę nałożono biało-czerwoną szachownicę lotniczą ze srebrnym orłem trzymającym w szponach dwie rakiety. Nad szachownicą rok 1963. Odznakę zaprojektował Aleksander Kowalski.

## Struktura organizacyjna
- dowództwo
- sztab
- batalion dowodzenia
- batalion zabezpieczenia
- 1 eskadra śmigłowców szturmowych (Mi-24W)
- 2 eskadra śmigłowców szturmowych (Mi-24W oraz W-3)
- 3 eskadra śmigłowców szturmowych (Mi-2)
- 4 eskadra śmigłowców (Mi-2)

## Dowódcy
- płk pil. Bolesław Andrychowski (1963–1972)
- płk pil. Feliks Dudek (1972–1977)
- płk dypl. pil. Kazimierz Chojnacki (1977–1980)
- płk dypl. pil. Roman Włodarczyk (1980–1987)
- płk dypl. pil. Janusz Tomczyk (1987–1992)
- płk dypl. pil. Wojciech Felisiak (1992–1997)
- płk dypl. pil Jan Bocianowski (1997–2002)
- płk dypl. pil. Stanisław Ciołek (2002–2004)
- płk mgr inż. pil. Zbigniew Rakoczy (2005–2009)
- cz. p.o. ppłk dypl. pil. Piotr Saniuk (Od 1 XII 2009)
- płk pil. Wiesław Franczak (2011 – 31 grudnia 2011)

## Podporządkowanie
- Pomorski Okręg Wojskowy (27 października 1995 – wrzesień 2001)
- 2 Korpus Zmechanizowany (wrzesień 2001 – styczeń 2004)
- Dowództwo Wojsk Lądowych (styczeń 2004 – 31 grudnia 2011)